# Sergi Roberto i Carnicer
Sergi Roberto i Carnicer   (Reus, 7 de febrer de 1992) és un futbolista professional català que juga com a migcampista ofensiu, tot i que també ocupa amb certa regularitat les demarcacions de pivot defensiu i lateral dret, actualment al Como 1907. Ha estat internacional tant amb la selecció catalana com amb l'espanyola.
Destaca per la seva capacitat associativa a un o dos tocs, així com per la seva arrencada i arribada a l'àrea contrària. Sumat al seu treball en la pressió i la recuperació, es defineix a partir del paradigma de jugador box to box capaç d'ocupar totes les posicions al centre del camp, si bé en les categories inferiors del Barça havia jugat també com a extrem o fals davanter centre.

## Carrera

### FC Barcelona

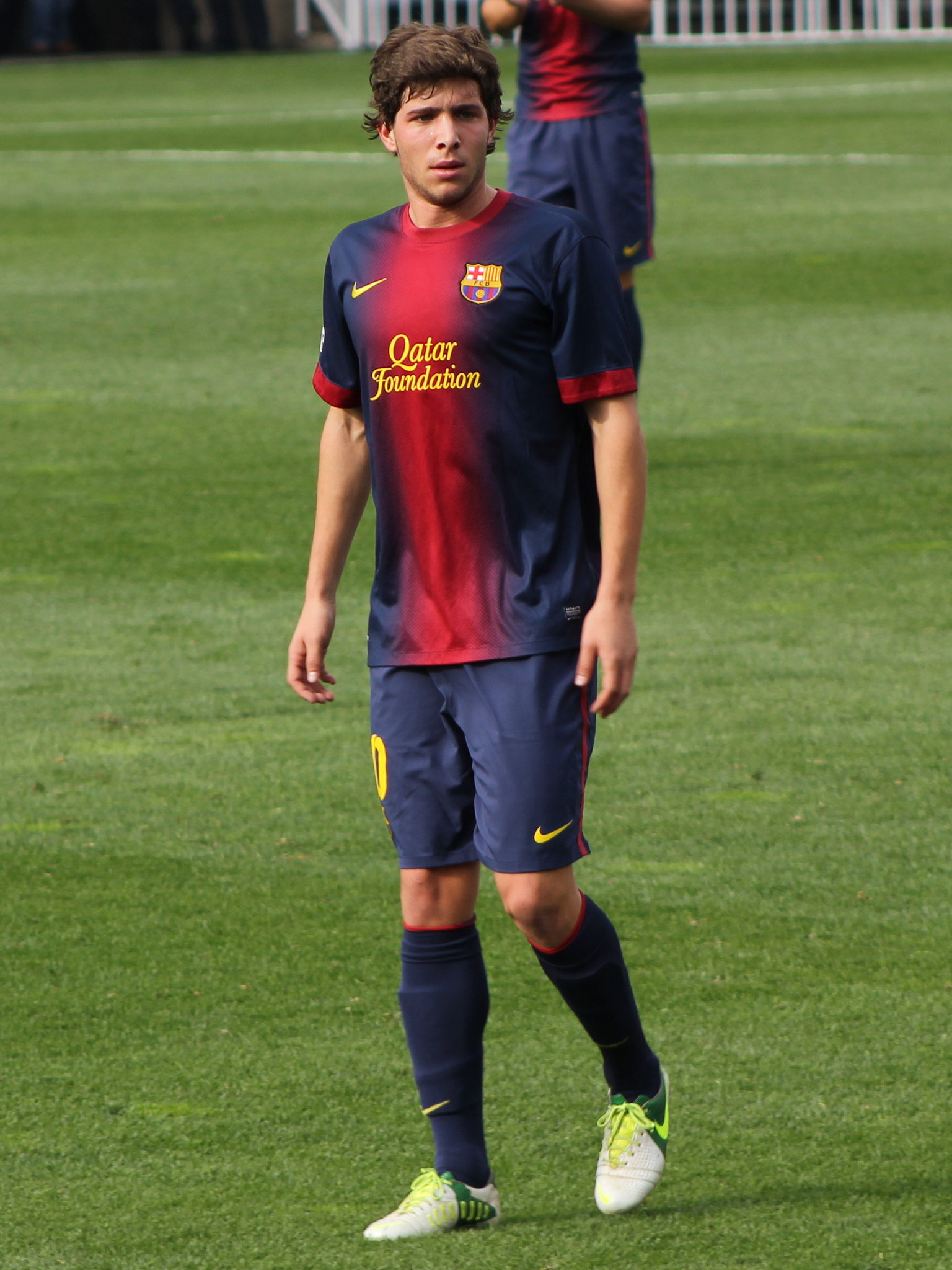
Sergi Roberto jugant pel FC Barcelona B el 2012

Sergi Roberto va arribar a la Masia del FC Barcelona als 14 anys, des de Nàstic de Tarragona. L'exresponsable del futbol base culer, Albert Benaiges, va anar a Tarragona a fitxar un altre jugador, però després de veure un partit sense conèixer els noms dels futbolistes va fer-li l'oferta d'entrenar amb el Barça al portador del dorsal 6, que va resultar ser ell. Va començar jugant amb l'entitat barcelonina en la categoria Cadet.
Durant la quarta jornada de la temporada 2009-10, durant la qual militava en el Juvenil A, va debutar amb només disset anys amb l'equip filial en un partit al camp del Gavà per suplir una lesió de Thiago Alcántara. A partir d'aquí es va convertir en una peça fixa de les alineacions de l'entrenador del segon equip, Luis Enrique, essent una peça clau en l'ascens a la Segona Divisió A aquella mateixa temporada. En la següent, 2010-11, ja amb fitxa del Barça B i el dorsal 18, va firmar la millor campanya de la història del filial, quedant en tercera posició a la classificació. A més, en la 20a jornada, contra la U. D. Salamanca, va marcar un gol espectacular des de fora l'àrea arrencant des del cercle central i fent una paret a la frontal. Les dues següents temporades, 2011-12 i 2012-13, va assumir el lideratge del segon equip, ja dirigit per Eusebio Sacristán, portant el dorsal 10.
El mes d'octubre del 2009 va marxar amb la selecció sub-17 d'Espanya a Nigèria per jugar la Copa del Món sub-17. El 5 de novembre de 2010, abans de ser substituït per Javier Espinosa en el minut 88, Sergi Roberto havia marcat tres gols a Burkina Faso, contribuint així a la victòria final (4 - 1), a l'Estadi Sani Abacha de Kano.

#### Arribada al primer equip
L'estiu del 2010 va formar part de l'expedició del Barça que va fer la gira futbolística per l'Àsia, i va fer un dels tres gols que l'equip li va marcar al Pequín Guoan FC. El seu debut en partit oficial va arribar el 10 de novembre del 2010, en un partit de Copa del Rei davant de l'AD Ceuta, substituint Maxwell i duent el dorsal 28.
Va debutar amb el primer equip a la Lliga de Campions el 27 d'abril del 2011, durant la temporada 2010-11. Era l'anada de la semifinal, i va substituir David Villa al camp del R. Madrid.
Poc després, el 21 maig 2011 va debutar a primera divisió en l'última jornada de la Lliga 2010-2011, en un partit disputat a La Rosaleda davant del Málaga Club de Futbol, sent titular i disputant tot l'encontre. Va fer el seu primer gol amb el primer equip del Barça el 6 de desembre del 2011 en l'últim partit de la fase grupal de la Lliga de Campions de la UEFA, inaugurant el marcador davant del BATE Borissov. El seu segon gol amb el primer equip dels blaugrana va ser a la Copa del Rei davant de l'Osasuna.
A la pretemporada de 2012, l'entrenador Tito Vilanova el va convocar per disputar diversos partits per Europa, guanyant diferents trofeus amistosos, com el Trofeu de París davant del PSG o el Super Matchen contra el Manchester United FC a Suècia. En el Trofeu Joan Gamper d'aquell any contra la Sampdòria va ser nominat millor jugador del partit. En acabar-se la temporada, el 29 de maig de 2013, va ser convocat per jugar la final de la Copa Catalunya contra el RCD Espanyol, acabada en empat a 1 i definida pels penals amb els blaugranes com a campions.
En l'inici de la temporada 2013-2014 és ascendit oficialment al primer equip amb el dorsal 24, tot i que la seva continuïtat a les ordres de Gerardo "Tata" Martino serà limitada. El seu contracte fou renovat fins al 2015 amb una clàusula de rescissió de 20 milions d'euros.
L'estiu de 2014, ja sota les ordres del mateix entrenador que el va ascendir al filial, Luis Enrique, se li va assignar el dorsal número 20. El setembre de 2014 el Barça li va renovar el contracte fins a 2019, amb una clàusula de rescissió de 30 milions d'euros. Tot i així, va disposar de pocs minuts durant la temporada, essent titular en algunes ocasions per donar descans a Sergio Busquets al pivot defensiu en comptes d'ocupar la seva habitual posició d'interior.
L'11 d'agost de 2015 va jugar, com a titular, al partit de la Supercopa d'Europa 2015, a Tbilissi, en què el Barça va guanyar el Sevilla CF per 5 a 4. Poc després, davant de la lesió de Dani Alves durant un partit contra l'Athletic Club, va aconseguir per primer cop continuïtat al primer equip com a lateral dret, posició on no havia jugat mai abans de la pretemporada.
Les lesions dels seus companys Rafinha Alcántara i Andrés Iniesta li van obrir llavors les portes del mig del camp. El 30 de setembre, en un partit de Champions League que el Barça perdia 1-0 contra el Bayer Leverkusen, Sergi Roberto entra des de la banqueta i revoluciona el duel des del mig del camp, marcant el primer gol de l'equip poc abans que Luis Suárez rematés el de la victòria. El jugador va confirmar el seu bon moment a l'octubre amb dues excel·lents actuacions al mig del camp, primer contra el Rayo Vallecano i després contra el Getafe CF, partit en què va donar dues assistències de gol, incloent una espectacular passada d'esperó d'esquena a la porteria.. El 21 de novembre de 2015 es consagrà a l'equip amb una exhibició contra el Reial Madrid al Santiago Bernabeu.
La temporada 2015–16 fou reconvertit per Luis Enrique a la posició de lateral dret, on va començar a jugar en diversos partits. En dos partits consecutius contra l'Athletic Club el gener de 2016, un a la lliga i l'altre a la copa, va jugar a l'altra banda, en el lloc del lesionat Jordi Alba, de manera que va quedar clar que podia jugar en almenys set posicions diferents.
El 20 d'agost de 2016, Roberto, jugant de lateral dret, va donar dues assistències en una victòria a casa per 6–2 contra el Reial Betis al partit inaugural de la lliga 2016-17. El 24 de setembre, en la mateixa posició, va tornar a fer dues assistències en una victòria per 5–0 a fora contra l'Sporting de Gijón.
El 8 de març de 2017, Roberto va marcar el gol final del Barça en una victòria per 6–1 a casa contra el Paris Saint-Germain FC en el partit de tornada dels setzens de final de la Champions, en un partit que significà el primer cop en la història de la competició que un equip remuntava un desavantatge de quatre gols.
El 20 d'agost de 2017 va marcar el seu primer gol amb el Barça en lliga, a la primera jornada de la temporada 2017-18 en un partit a casa contra el Betis que acabà 2-0 a favor del FC Barcelona. Era el setè gol del reusenc amb el primer equip, tots els anteriors en Champions i Copa del Rei. El 22 de febrer de 2018, va ampliar contracte amb el Barça fins al 2022.
En el temps afegit de la primera part del Clàssic de 6 de maig de 2018, Roberto va veure targeta vermella després de topar amb Marcelo, en un eventual empat 2–2 a casa. Va ser el lateral dret titular durant la temporada per davant de la nova incorporació Nélson Semedo, i l'equip va acabar guanyant el campionat.
El 25 d'abril de 2021 va arribar als 300 partits amb el Barça, en partit de lliga contra el Vila-real que va acabar en victòria per 1-2 a fora.
El 15 d'agost de 2021, en el primer partit de la lliga 2021-22 al Camp Nou contra la Reial Societat, va marcar el quart gol de l'equip, el definitiu en una victòria per 4-2. Roberto va patir una lesió al quàdriceps a finals d'octubre de 2021 i va ser operat amb èxit al desembre pel cirurgià Lasse Lempainen a Turku, Finlàndia.
El 3 de març de 2023, va acceptar una pròrroga de contracte fins al 2024. L'estiu de 2023, i després de les sortides de Sergio Busquets i Gerard Piqué la temporada anterior, es va convertir en el primer capità de l'equip.
Malgrat haver de lidiar amb diversos problemes físics, va marcar quatre gols, la seva millor marca personal, en un Barça que seria campió de la Lliga 2022–23.
El 30 de juny de 2024, amb 373 partits competitius disputats, Roberto va deixar el Barça com a agent lliure.

### Como 1907
El 23 d'agost de 2024, Roberto va signar pel club de la Serie A Como 1907 amb un contracte de dos anys. El 24 de setembre, mentre l'equip que tot just acabava d'ascendir des de la Serie B 2023–24 i entrenat pel seu excompany d'equip del Barcelona Cesc Fàbregas guanyava per 3–2 a l'Atalanta BC, va fer una assistència a Gabriel Strefezza en el primer gol després d'una passada de tacó d'Ignace Van Der Brempt.

## Internacional

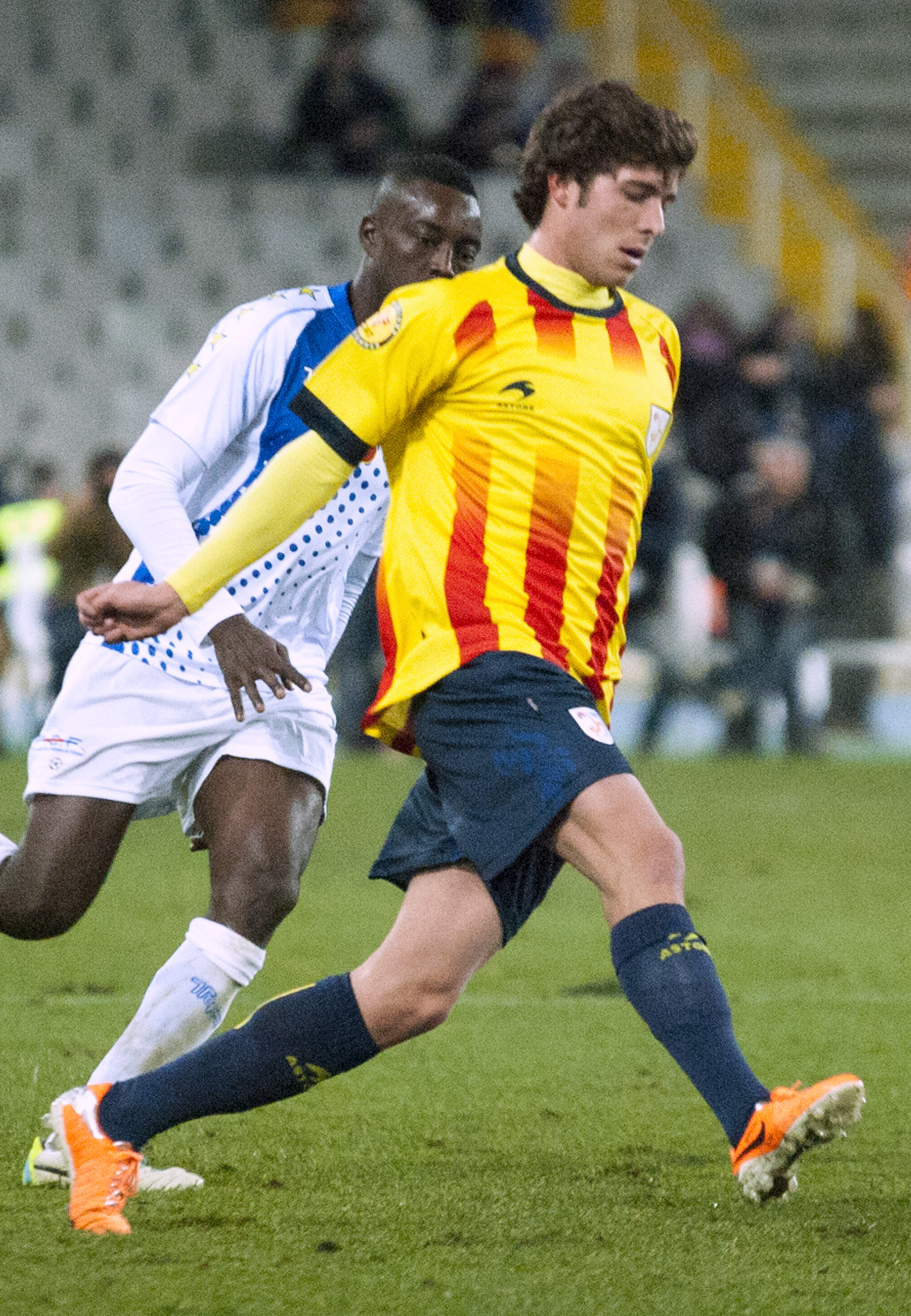
Sergi Roberto jugant amb la contra el 2013.

### Selecció catalana
El 30 de desembre de 2011 va disputar amb la selecció catalana el Trofeu Catalunya Internacional 2011,  contra la selecció de Tunísia, un partit disputat a l'Estadi Olímpic Lluís Companys, que va acabar en empat a 0.
El 3 de gener de 2013 va disputar amb la selecció catalana el Trofeu Catalunya Internacional 2012,  contra la selecció de Nigèria, un partit disputat a l'Estadi de Cornellà-El Prat, que va acabar en empat a 1.
El 30 de desembre de 2013 va disputar amb la selecció catalana el Trofeu Catalunya Internacional 2013, un partit contra la selecció de Cap Verd, un partit disputat a l'Estadi Olímpic Lluís Companys de Barcelona, que va acabar amb victòria de la selecció catalana per 4 gols a 1.
El 28 de desembre de 2016 va disputar com a titular amb la selecció catalana el Trofeu Catalunya Internacional 2016, un partit contra la selecció de Tunísia que va acabar en empat 3 a 3 i finalment en victòria tunisenca a la tanda de penals.

## Vida personal
El 2014, Sergi Roberto va començar a sortir amb la model israeliana Coral Simanovich (filla política de Pnina Rosenblum). Es van comprometre el setembre de 2017, i es van casar a Tel-Aviv el 30 de maig de 2018. La seva primera filla, Kaia Roberto, va néixer el 8 de novembre del 2019. El seu segon fill, Dylan Roberto, va néixer el 14 de Desembre del 2021.
La mare de Roberto, Maria Rosa Carnicer, va morir el desembre de 2019, un any després d'haver estat diagnosticada d'esclerosi amiotròfica lateral. El 2 de desembre de 2020, va donar positiu per COVID-19.

## Estadístiques

### Clubs
(Actualitzat el 18 de desembre de 2020) Font:
| Club                       | Temporada     | Lliga | Lliga | Copa Nacional | Copa Nacional | Internacional | Internacional | Total | Total |
| Club                       | Temporada     | Part. | Gols  | Part.         | Gols          | Part.         | Gols          | Part. | Gols  |
| -------------------------- | ------------- | ----- | ----- | ------------- | ------------- | ------------- | ------------- | ----- | ----- |
| FC Barcelona B · Catalunya | 2009/10       | 29    | 0     | -             | -             | -             | -             | 29    | 0     |
| FC Barcelona B · Catalunya | 2010/11       | 26    | 2     | -             | -             | -             | -             | 26    | 2     |
| FC Barcelona B · Catalunya | 2011/12       | 28    | 4     | -             | -             | -             | -             | 28    | 4     |
| FC Barcelona B · Catalunya | 2012/13       | 23    | 1     | -             | -             | -             | -             | 23    | 1     |
| FC Barcelona B · Catalunya | Total         | 106   | 7     | -             | -             | -             | -             | 106   | 7     |
| FC Barcelona · Catalunya   | 2010/11       | 1     | 0     | 1             | 0             | 1             | 0             | 3     | 0     |
| FC Barcelona · Catalunya   | 2011/12       | 1     | 0     | 2             | 1             | 1             | 1             | 4     | 2     |
| FC Barcelona · Catalunya   | 2012/13       | 1     | 0     | 3             | 0             | 1             | 0             | 5     | 0     |
| FC Barcelona · Catalunya   | 2013/14       | 17    | 0     | 6             | 0             | 4             | 0             | 27    | 0     |
| FC Barcelona · Catalunya   | 2014/15       | 12    | 0     | 4             | 2             | 2             | 0             | 18    | 2     |
| FC Barcelona · Catalunya   | 2015/16       | 31    | 0     | 7             | 0             | 11            | 1             | 49    | 1     |
| FC Barcelona · Catalunya   | 2016/17       | 32    | 0     | 7             | 0             | 8             | 1             | 47    | 1     |
| FC Barcelona · Catalunya   | 2017/18       | 30    | 1     | 10            | 0             | 8             | 0             | 48    | 1     |
| FC Barcelona · Catalunya   | 2018/19       | 29    | 0     | 6             | 1             | 9             | 0             | 44    | 1     |
| FC Barcelona · Catalunya   | 2019/20       | 30    | 1     | 3             | 0             | 6             | 0             | 39    | 1     |
| FC Barcelona · Catalunya   | 2020/21       | 7     | 1     | 0             | 0             | 3             | 0             | 10    | 1     |
| FC Barcelona · Catalunya   | Total         | 191   | 3     | 49            | 4             | 54            | 3             | 294   | 10    |
| Total carrera              | Total carrera | 297   | 10    | 49            | 4             | 54            | 3             | 400   | 17    |

### Participació en Copes del Món
| Mundial                     | Seu      | Resultat        | Partits | Gols |
| --------------------------- | -------- | --------------- | ------- | ---- |
| Copa del Món Sub-17 de 2009 | Nigèria  | Tercer lloc     | 6       | 3    |
| Copa del Món Sub-20 de 2011 | Colòmbia | Quarts de final | 3       | 1    |

## Palmarès

### Club
FC Barcelona juvenil
- Copa de Campions Juvenil (1): 2009

FC Barcelona
- Campionat del Món de clubs (1): 2015[67]
- Lliga de Campions (2): 2010–11 i 2014-15[68]
- Supercopa d'Europa (1): 2015[21]
- Lliga espanyola (7): 2010–11, 2012–13, 2014-15,[69] 2015-16,[70] 2017-18,[71] 2018-19 i 2022-23[72]
- Copa del Rei (6): 2011–12, 2014-15[73] 2015-16[74] 2016-17,[75] 2017-18[76] i 2020–21[77]
- Supercopa d'Espanya (4): 2013,[78] 2016,[79] 2018,[80] 2023[81]

### Selecció
Espanya Sub-17
- Copa del Món de la FIFA Sub-17: Tercer lloc (2009)